# Get It On
『Get It On』為2006年3月1日配信限定的倖田來未歌曲。

## 解說
- 本曲為12週單曲連發第"00"週的單曲，於2006年3月1日在ミュゥモ（mu-mo） （页面存档备份，存于）以及倖田來未Fan Club「playroom」進行配信下載。

- 本曲的開頭部分「Introduction to the Second Session」為精選輯『BEST～second session～』所收錄。另外，配信版本的封面主題為「阿拉伯」。

- 後收錄於2009年3月25日發行的精選輯「OUT WORKS & COLLABORATION BEST」中，首次將本曲CD音源化。

## 外部連結
- ミュウモ - Get It On
- hotexpress